# Kimberley Bos
Kimberley Bos (Ede, 7 ottobre 1993) è una skeletonista ed ex bobbista olandese, vincitrice della Coppa del Mondo nel 2021/22.

## Biografia

### Gli inizi nel bob
Inizia la sua attività sportiva nel 2011 dedicandosi al bob nel ruolo di pilota e nell'inverno del 2012 debuttò in Coppa Europa. Si mise in luce nelle categorie giovanili cogliendo la medaglia di bronzo nel bob a due ai I Giochi olimpici giovanili invernali disputatisi nel 2012 a Innsbruck in coppia con Mandy Groot.

### Il passaggio allo skeleton
Passò allo skeleton nel 2013 competendo per diverse stagioni in Coppa Europa, in Coppa Intercontinentale e nella Coppa Nordamericana, circuiti minori nei quali ha ottenuto un totale di dieci vittorie di tappa. Si mise inoltre in luce ai mondiali juniores vincendo la medaglia d'argento a Winterberg 2016.

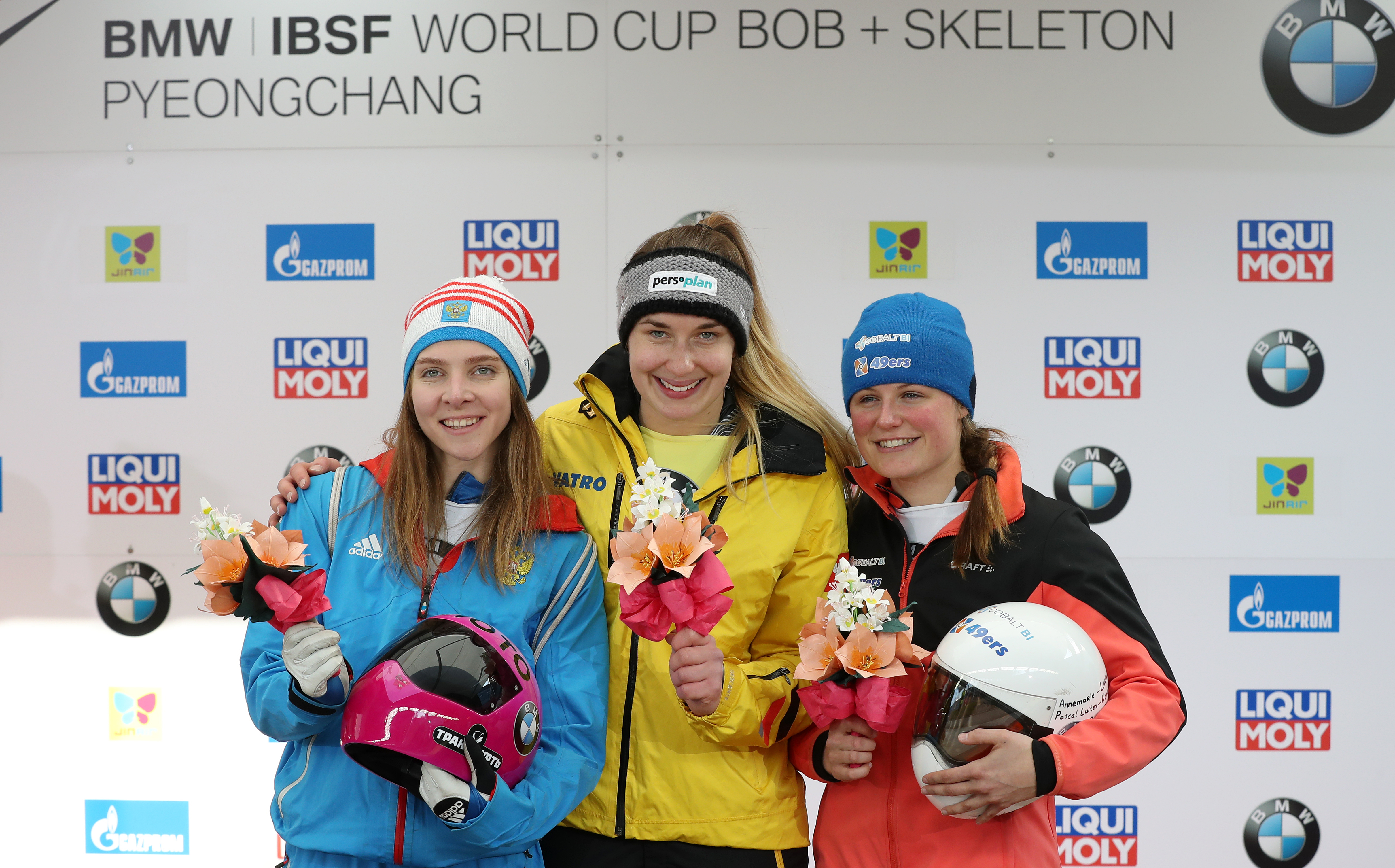
Kimberley Bos (a destra) a Pyeongchang nel 2017, quando conquistò il suo primo podio in Coppa del Mondo

Esordì in Coppa del Mondo nel 2016/17, il 2 dicembre 2016 a Whistler dove si piazzò al ventesimo posto; centrò il suo primo podio il 17 marzo 2017 a Pyeongchang, piazzandosi terza nella gara conclusiva di quella stessa stagione, e fu il primo in assoluto in Coppa del Mondo nella storia dello skeleton olandese; conquistò invece la sua prima vittoria il 10 dicembre 2021 a Winterberg, nella quarta tappa dell'annata 2021/22. Ha trionfato in classifica generale nella stagione 2021/22, .
Prese parte ai Giochi olimpici invernali di Pyeongchang 2018, classificandosi ottava nel singolo.

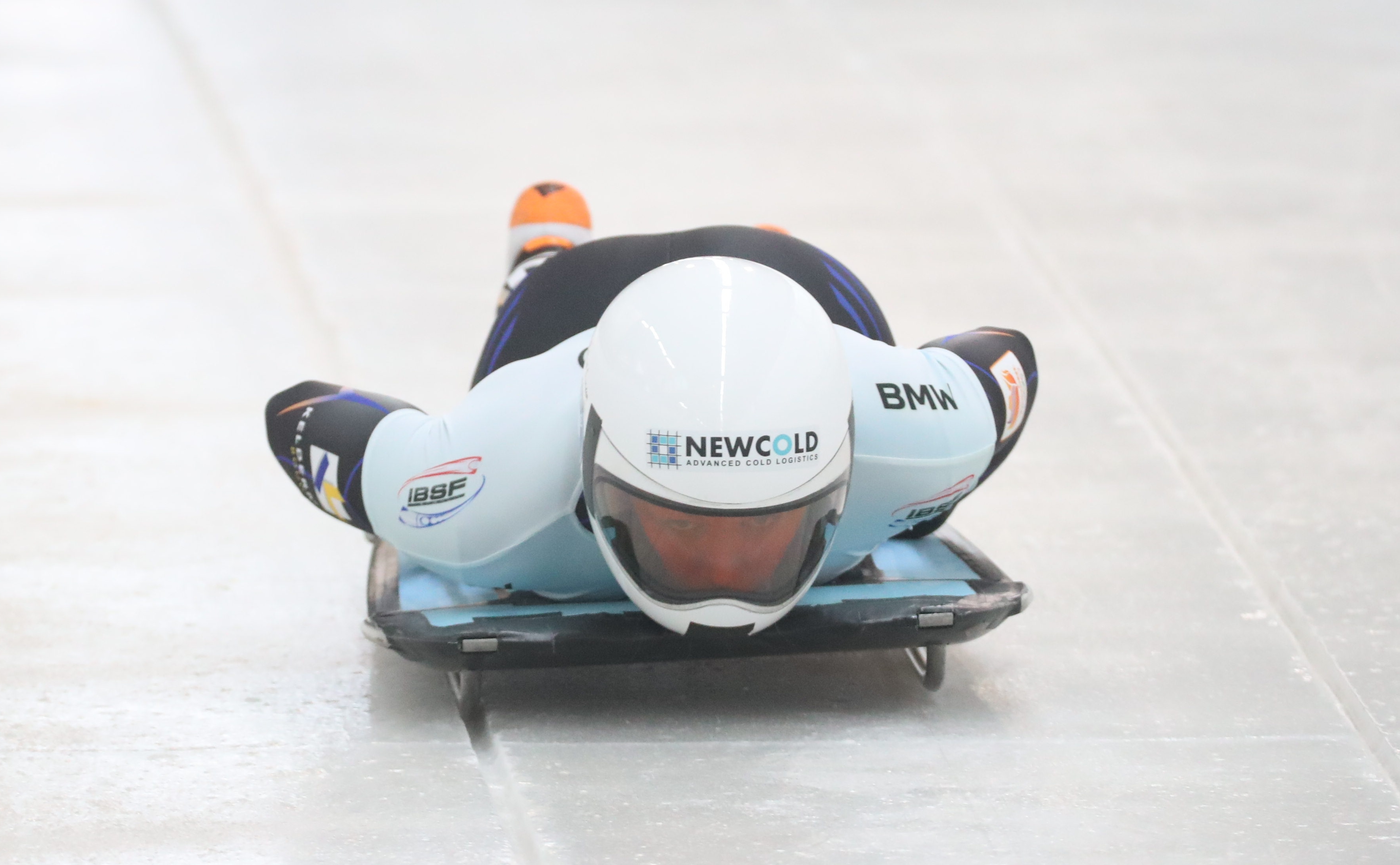
Kimberley Bos in gara ai campionati mondiali di Altenberg 2021

Ha partecipato inoltre a sei edizioni dei campionati mondiali, vincendo la medaglia d'argento nel singolo a Sankt Moritz 2023.  Nel dettaglio i suoi risultati nelle altre prove iridate sono stati, nel singolo: ottava a Igls 2016, quattordicesima a Schönau am Königssee 2017, tredicesima a Whistler 2019, quindicesima ad Altenberg 2020 e undicesima ad Altenberg 2021. 
Agli europei ha vinto la medaglia d'oro nella rassegna di Sankt Moritz 2022.

## Palmarès

### Skeleton

#### Mondiali
- 1 medaglia:
  - 1 argento (singolo a Sankt Moritz 2023).

#### Europei
- 1 medaglia:
  - 1 oro (singolo a Sankt Moritz 2022).

#### Mondiali juniores
- 1 medaglia:
  - 1 argento (singolo a Winterberg 2016).

#### Coppa del Mondo
- Vincitrice della classifica generale nel 2021/22.
- 14 podi (tutti nel singolo):
  - 3 vittorie;
  - 6 secondi posti;
  - 5 terzi posti.

#### Coppa del Mondo - vittorie
| Data             | Luogo      | Paese    | Disciplina |
| ---------------- | ---------- | -------- | ---------- |
| 10 dicembre 2021 | Winterberg | Germania | singolo    |
| 7 gennaio 2022   | Winterberg | Germania | singolo    |
| 10 febbraio 2023 | Innsbruck  | Austria  | singolo    |

#### Coppa Intercontinentale
- Miglior piazzamento in classifica generale: 6ª nel 2015/16 e nel 2020/21;
- 6 podi (nel singolo):
  - 5 vittorie
  - 1 secondo posto.

#### Coppa Europa
- Miglior piazzamento in classifica generale: 4ª nel 2014/15;
- 4 podi (nel singolo):
  - 2 secondi posti;
  - 2 terzi posti.

#### Coppa Nordamericana
- Miglior piazzamento in classifica generale: 4ª nel 2015/16;
- 5 podi (nel singolo):
  - 5 vittorie.

#### Campionati olandesi
- 1 medaglia:
  - 1 oro (singolo a Winterberg 2016[2]).

### Bob

#### Olimpiadi giovanili
- 1 medaglia:
  - 1 bronzo (bob a due ad Innsbruck 2012).

#### Coppa Europa
- Miglior piazzamento in classifica generale: 15ª nel 2012/13.

#### Coppa Nordamericana
- Miglior piazzamento in classifica generale: 21ª nel 2012/13.